# Asemum striatum
Asemum striatum là một loài bọ cánh cứng trong họ Cerambycidae, phân họ Spondylidinae.
Loài này có mặt ở hầu hết châu Âu, phía đông miền Cổ bắc, ở Cận Đông, ở miền Tân bắc và miền Đông phương (Ấn - Mã).
Con trưởng thành dài đến 8–23 milimét (0,31–0,91 in) và có thể giao phối từ tháng 5 đến tháng 8, hoàn thành vòng đời trong 2 đến 3 năm.

## Hình ảnh

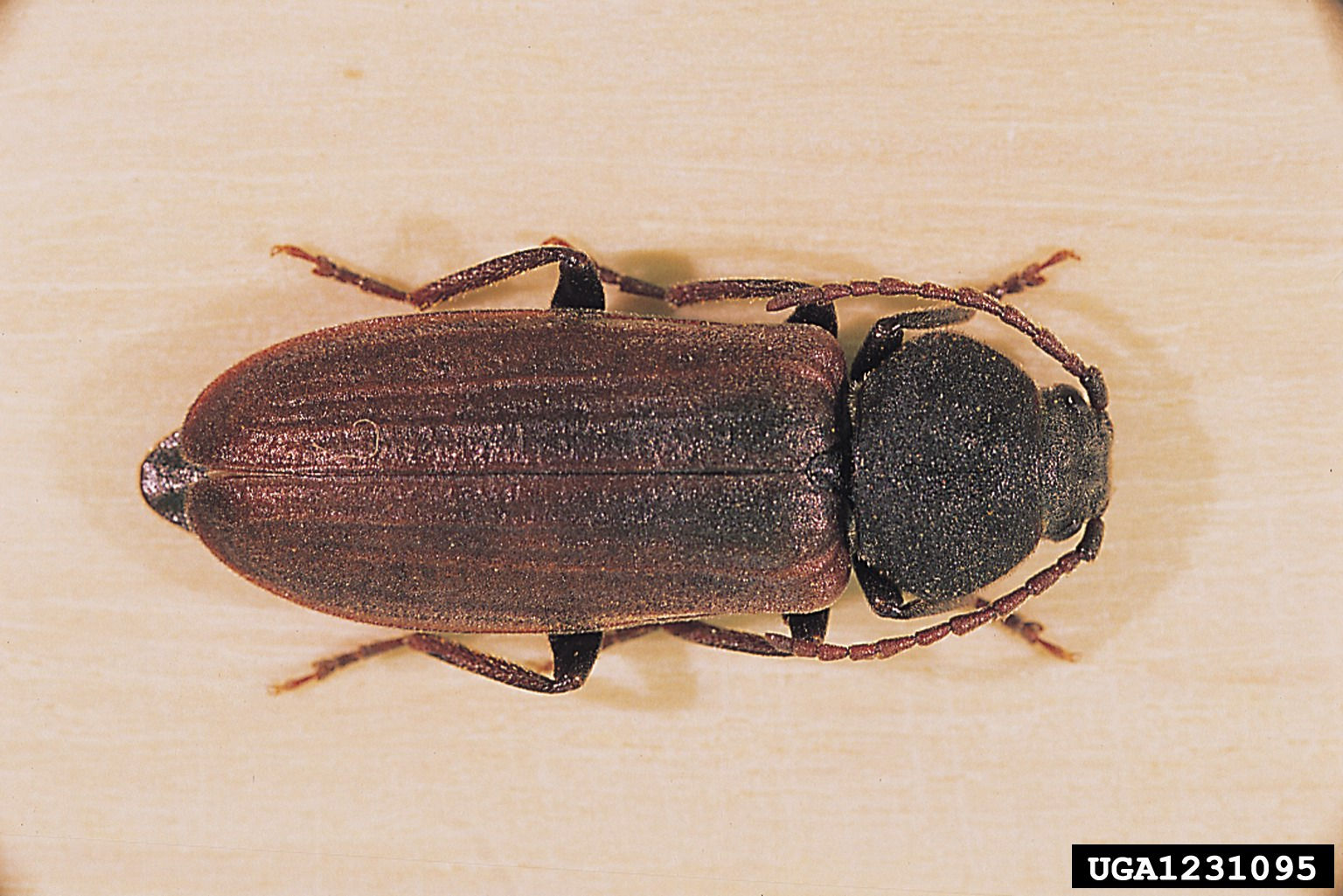
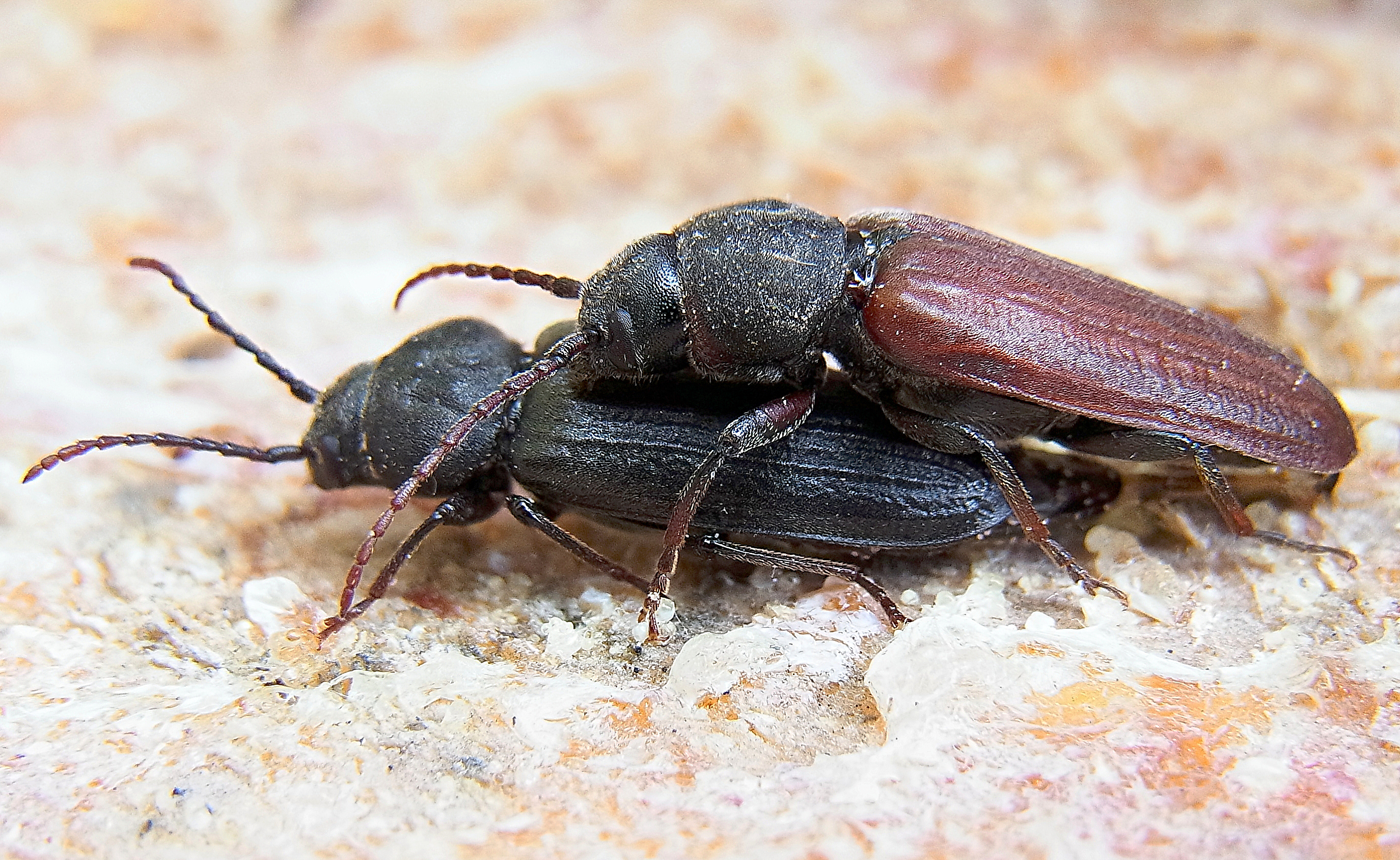
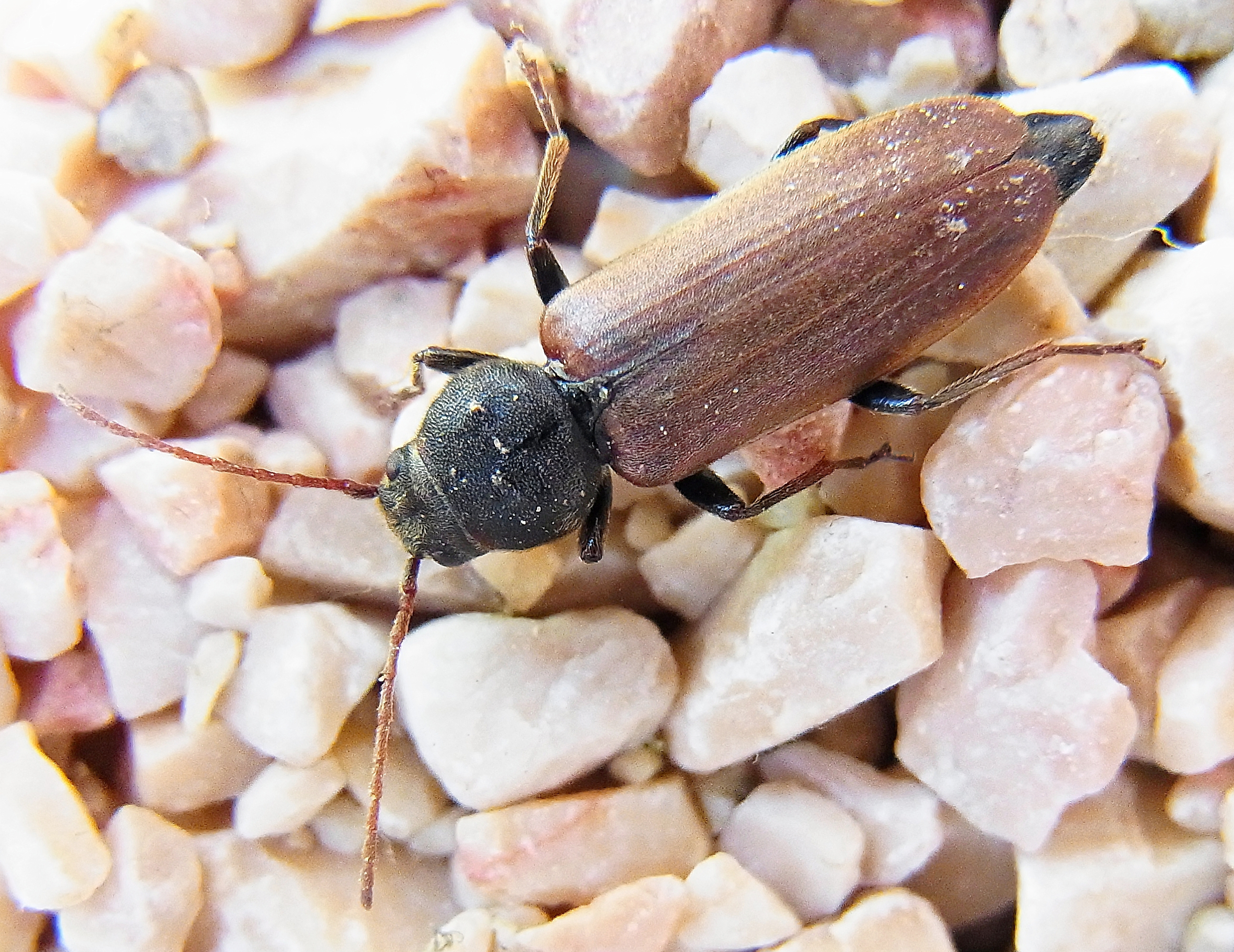
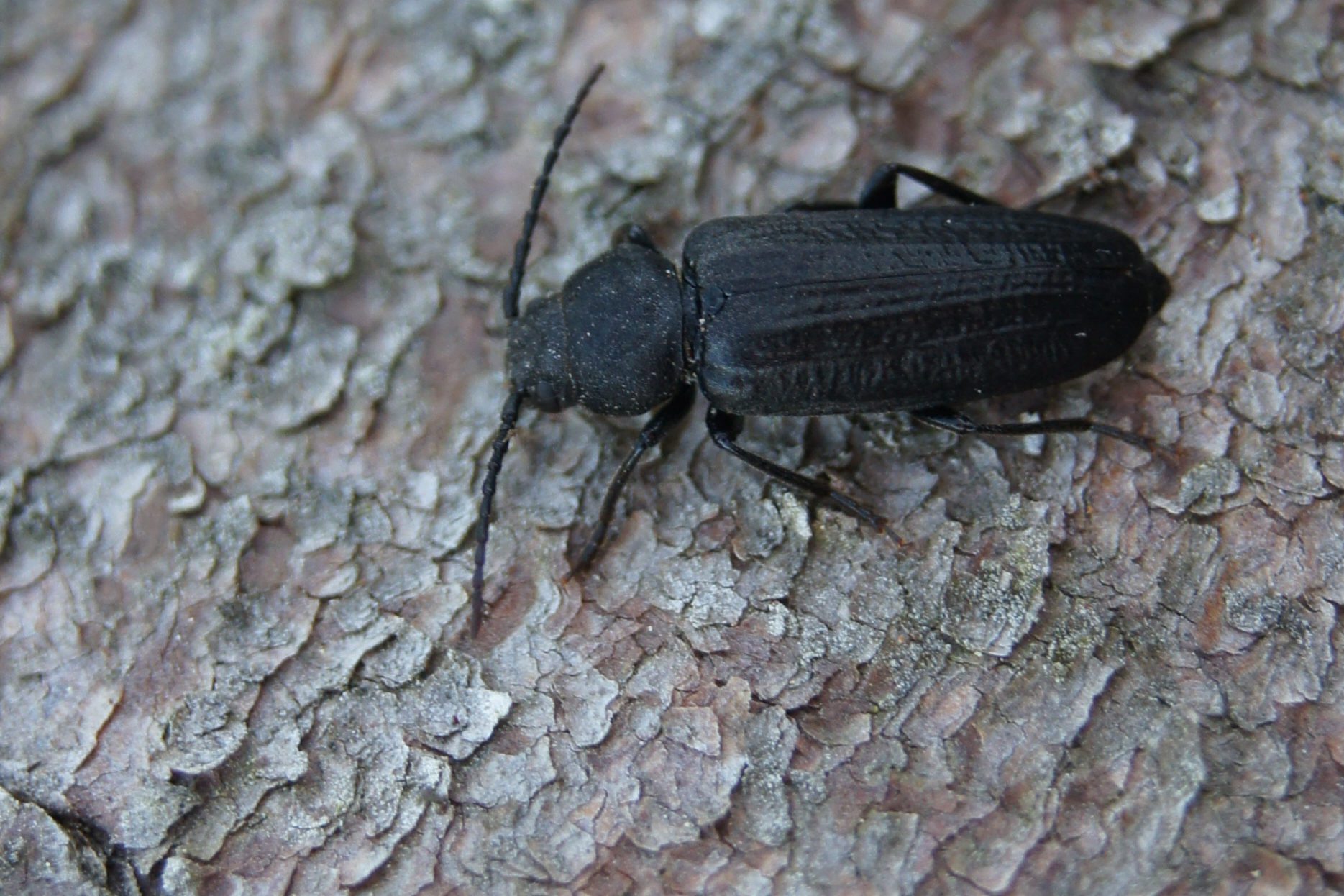